# Rosemonde Gérard
Louise-Rose-Étiennette Gérard (París, 5 d'abril de 1872 – íb., 8 de juliol de 1953), més coneguda com a Rosemonde Gérard, va ser una poetessa i dramaturga francesa.

## Biografia
Rosemonde Gérard provenia d'una família important dins de la societat francesa, ja que era neta d'Étienne Maurice Gérard, mariscal de l'exèrcit, heroi de la Batalla de Wagram i Primer Ministre de França (1834). El seu pare, el compte Maurice Gérard, va morir molt jove, cosa que va fer que Alexandre Dumas (fill) passés a ser el seu tutor. El seu padrí també era un home de lletres, ja que era el poeta francès Leconte de Lisle. Inspirant-se en el sobrenom de la seva àvia, Louise-Rose-Aimée de Timbrune-Thiembrone de Valence, a la qual anomenaven Rosemonde, l'autora va començar a signar amb aquest nom per jugar i escriure des de la seva infància.
L'any 1889, ella i la seva mare es traslladen al bulevard Malesherbes, a París. Aquell mateix any, Rosemonde Gérard signa i publica amb el seu nom, Les Pipeaux, el seu primer recull de poemes, obra per la qual serà més reconeguda.
El 8 d'abril de 1890 es casa amb Edmond Rostand (autor de la versió teatral de Cyrano de Bergerac, 1897) a París, a l'Església de Saint-Augustin. Amb ell va tenir dos fills: Maurice Rostand (1891-1968) y Jean Rostand (1894-1977). Els dos arribarien a ser grans intel·lectuals dins del panorama literari francès de principis del segle xx, freqüentant el mateix cercle intel·lectual que incloïa a Jean-Paul Sartre o Gilbert Martineau. El mateix any del casament, Gérard rep el premi Archon-Despérouses, que tornarà a guanyar altre cop més endavant, l'any 1926.
L'any 1900, la família abandona la seva casa de París i es trasllada a Kanbo, a la luxosa Villa Arnaga.
La seva curta etapa de dramaturga i actriu de teatre es concentra tota a finals de l'any 1897, quan va fer el paper de “Roxanne” dins de la producció teatral de Cyrano de Bergerac que estrenava i dirigia el seu marit.
L'any 1931, va ser nomenada amb l'ordre nacional de la Legió d'Honor. Va ser formar part també del jurat que presidia el premi Fémina.
Rosemunde Gérard va morir l'any 1953, després de estar 35 anys vídua i es troba enterrada al cementiri de Passy, a París, on també hi ha enterrat el seu fill Maurice, mort el 22 de febrer de 1968.

## Obra i concepció poètica
Dins la poesia de Rosemonde Gérard, la natura i el sentiment estan estretament connectats.
Podem observar més profundament aquesta connexió dins de la seva obra Les Pipeaux, on l'emoció i el paisatge natural es veuen representats d'una manera molt particular.
Per una banda, trobem representats jardins ornamentals, plens de lliris i roses, sensacions d'alba o de crepuscle, de tarda d'estiu o de nit de lluna plena. Imatges com passejades sobre l'aigua, impressions de platges desertes, la felicitat d'una jove de vacances... i també nombrosos animals de caràcter petit que conformen una fauna concreta, com una imatge pintada per petites pinzellades, on hi apareixen les sargantanes, les cigales i les granotes que conformen el micro-món natural dels seus poemes.
Per altra banda, trobem l'hort, el jardí rústic, on les fruites i verdures prenen protagonisme, com també ho fan aquests animals petits esmentats abans, acompanyats del cant dels ocells i la temperatura de la primavera.
I finalment, trobem “L'eternelle chanson”, on els versos d'amor, emotius i infinitament tendres “flueixen melodiosament com una música voluptuosament malenconiosa i llunyana”.
Segons Alphonse Séché, "el talent de Mme Edmond Rostant està compost d'una agradable facilitat francesa, amb una exquisida puntada de tendresa i d'esperit".
Tots aquests versos ressonaren entre la societat francesa dels anys 1900. I podem dir “ressonaren” ja que molts dels seus poemes estaven acompanyats de musica, principalment composta per Emmanuel Chabrier, cosa que va fer que esdevinguessin molt populars ràpidament.

## Obres
- Les Pipeaux, poemes, 1889
- Les Vieux, interpretat per Sarah Bernhard el 1903
- Un bon petit diable avec Maurice Rostand, comèdia en 3 actes en vers, 1911.
- La Marchande d'allumettes, amb Maurice Rostand, opera-còmica, 1914.
- La Robe d'un soir, peca en 4 actes en vers, 1925, representada al Théâtre de l'Odéon, 1924-1925
- La Vie amoureuse de Madame de Genlis, 1926
- L'Arc-en-ciel, poemes, 1926
- Mes souvenirs : Cyrano de Bergerac, 1927
- Le Féminisme, amb el seu fill Maurice Rostand, conferència, 1930
- La Forêt enchantée, peça de teatre, amb el seu fill Maurice Rostand, 1931
- Les Papillotes, peça d'un acte en vers, 1931, representada al Théâtre de l'Odéon l'any 1932
- Féeries, 1933
- Les Masques de l'amour, teatre en vers, 1928
- Les Papillotes, teatre en vers, 1928
- À quoi rêvent les vieilles filles, teatre en vers, 1928
- La Tour Saint-Jacques, peça en un acte en vers, representada per primera vegada per la Comédie-Française el 1928
- Edmond Rostand, 1935
- Rien que des chansons, 1939
- Les Muses françaises, poemes, 1943.[5]
- Méditations poétiques et harmonies poétiques de Victor Hugo, sonet, prefaci de Rosemonde Gérard, 1930
- Histoire d'amour et Lettre de rupture, dues cançons de Rosemonde Gérard i Tiarko Richepin, enregistrades per Jeanne Aubert l'any 1942

## Articles acadèmics d'interès
- De Saint Martin Monique. Les "femmes écrivains" et le champ littéraire. In: Actes de la recherche en sciences sociales. Vol. 83, juin 1990. Masculin/féminin-1. pàgines 52-56.
- Maurice-Amour Liliane. Un certain tracé dans le bestiaire musical français: quelques oiseaux. In: Cahiers de l'Association internationale des études francaises, 1979, n°31. pàgines 73-86.